# Anisonotus atlanticus
Anisonotus atlanticus is een krabbensoort uit de familie van de Inachidae. De wetenschappelijke naam van de soort is voor het eerst geldig gepubliceerd in 1997 door Coelho.